# Định Mỹ
Định Mỹ là một xã thuộc huyện Thoại Sơn, tỉnh An Giang, Việt Nam.

## Địa lý
Xã Định Mỹ nằm ở trung tâm huyện Thoại Sơn, có vị trí địa lý: 
- Phía đông giáp xã Định Thành và xã Vĩnh Trạch
- Phía tây giáp xã Mỹ Phú Đông
- Phía nam giáp xã Thoại Giang và thị trấn Núi Sập
- Phía bắc giáp xã Vĩnh Phú.

Xã Định Mỹ có diện tích 29,95 km², dân số năm 2019 là 7.394 người, mật độ dân số đạt 247 người/km².

## Hành chính
Xã Định Mỹ được chia thành 4 đơn vị hành chính ấp: Mỹ Phú, Mỹ Thành, Mỹ Thới, Phú Hữu.

## Giáo dục

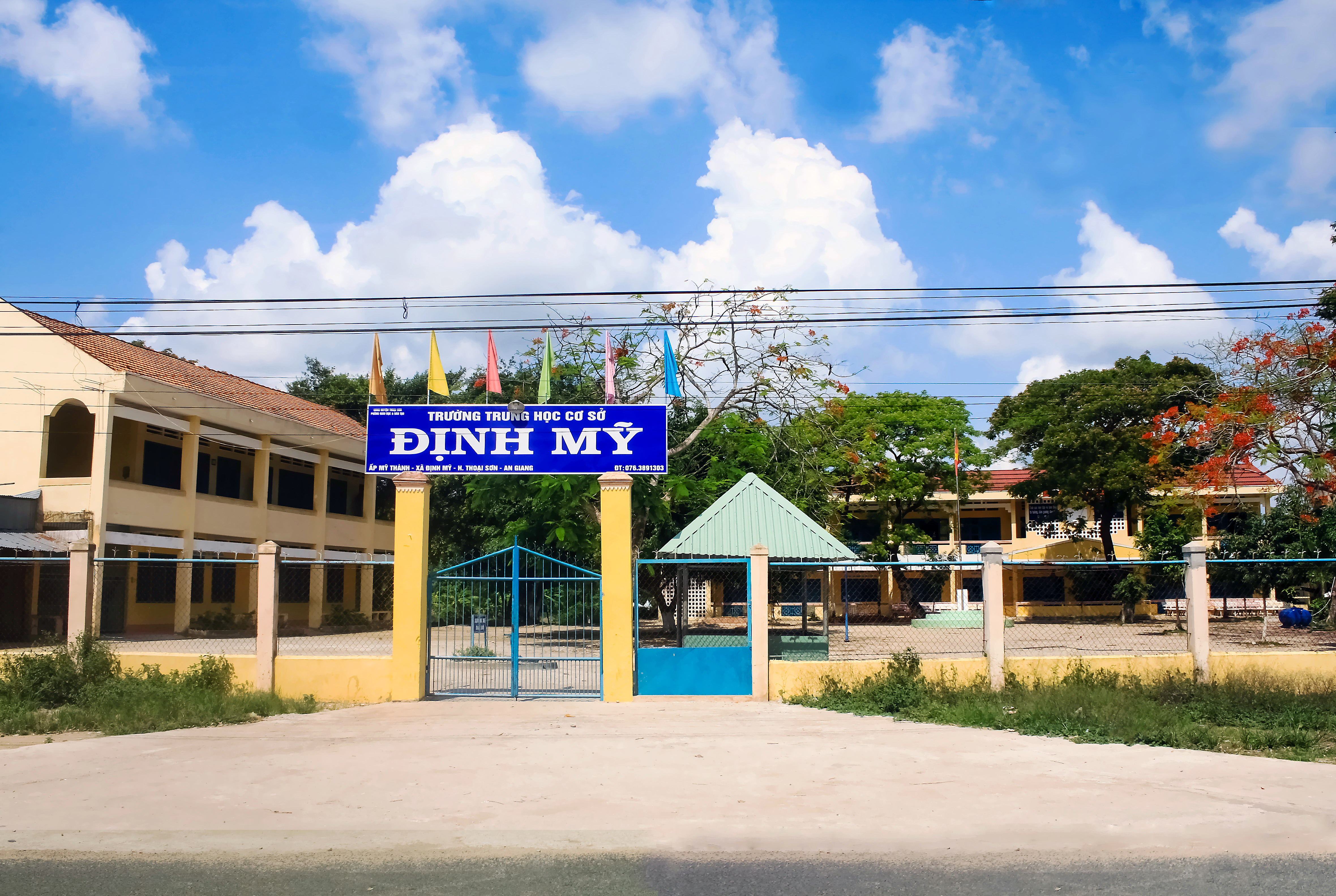
Trường Trung học cơ sở Định Mỹ ở ấp Mỹ Thành, xã Định Mỹ

## Di tích - Thắng cảnh

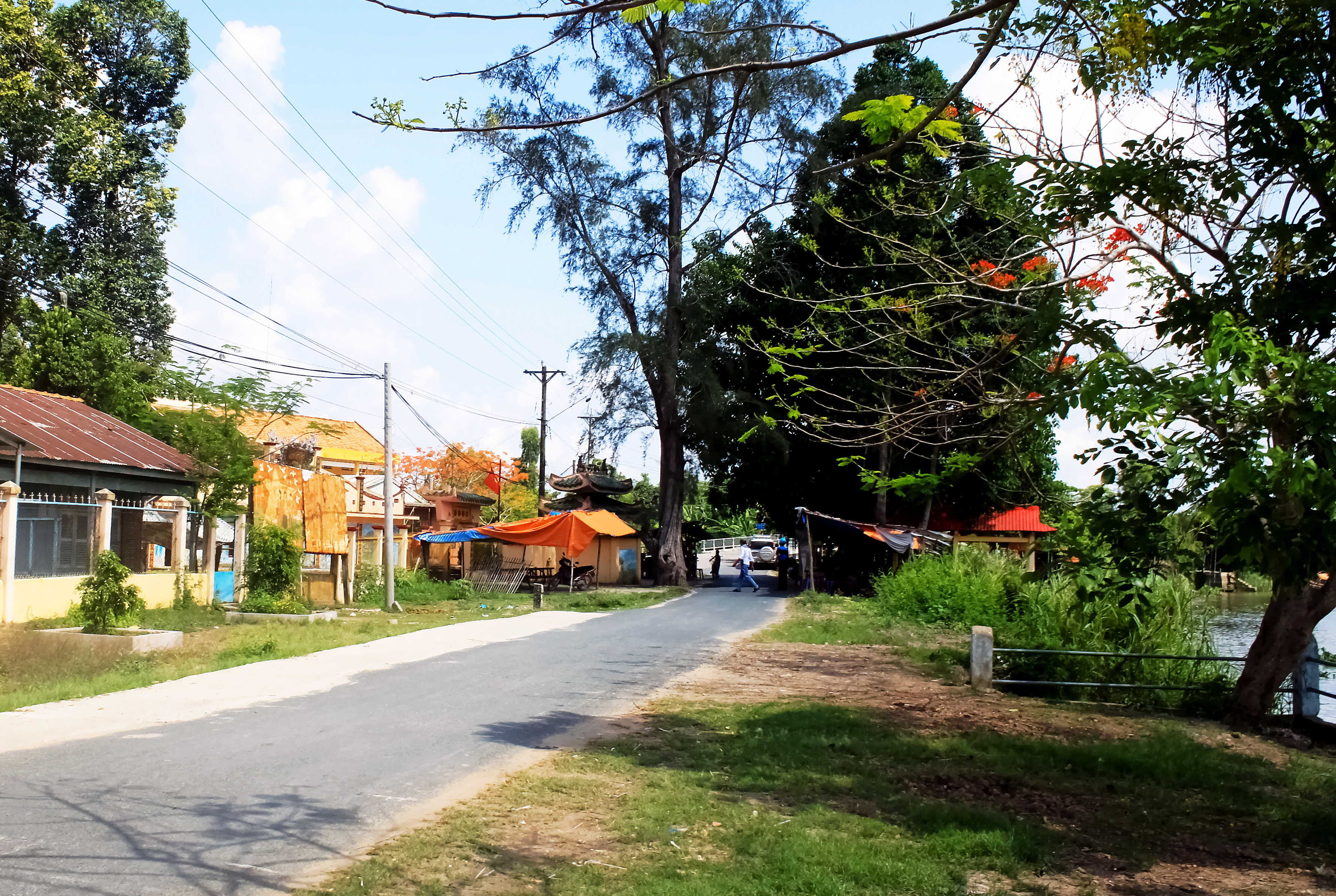
Phong cảnh nơi đình Định Mỹ tọa lạc. Mặt tiền đình ngó ra kênh Thoại Hà (bên phải ảnh)

- Đình Định Mỹ

## Lịch sử
- Quyết định 56-CP[3] ngày 11 tháng 03 năm 1977 của Hội đồng Chính phủ, hợp nhất huyện Huệ Đức và huyện Châu Thành thành một huyện lấy tên là huyện Châu Thành, xã Định Mỹ thuộc huyện Châu Thành
- Quyết định 181-CP[4] ngày 25 tháng 04 năm 1979 của Hội đồng Chính phủ, tách ấp Mỹ Thành, 1/4 ấp Mỹ Thới và ấp Phú Hữu của xã Định Mỹ lập thành một xã lấy tên là xã Định Thành.
- Quyết định 300-CP[5] ngày 23 tháng 08 năm 1979 của Hội đồng Bộ trưởng, chia huyện Châu Thành thành hai huyện lấy tên là huyện Châu Thành và huyện Thoại Sơn, xã Định Mỹ thuộc huyện Thoại Sơn